# Ruta Nacional 67 (Argentina)

Mapa del recorrido de la vieja Ruta Nacional 67.

La Ruta Nacional 67 era el nombre que tenía antes de 1980 la carretera de 48 kilómetros en la Provincia de Catamarca que une el empalme con la Ruta Nacional 64 en la localidad de Las Cañas con el empalme con la Ruta Nacional 38 en la localidad de Huacra.
Mediante el Decreto Nacional 1595 del año 1979 la jurisdicción de este camino pasó a la Provincia de Catamarca. Actualmente el tramo entre Las Cañas y Los Altos pertenece a la Ruta Nacional 64 y está pavimentado, mientras que el resto corresponde a la Ruta Provincial 27 y está consolidado.

## Localidades
Las ciudades y pueblos por los que pasa esta ruta de sudeste a noroeste son los siguientes (no hay localidades de más de 5.000 habitantes).

### Provincia de Catamarca
Recorrido: 48 km (km 116-164)
- Departamento Santa Rosa: Las Cañas (km 116), Bañado de Ovanta (km 134), Los Altos (km 152) y Sumampa (km 162).
- Departamento Paclín: Huacra (km 164).